# Vladimir (tỉnh)
Tỉnh Vladimir (tiếng Nga: Влади́мирская о́бласть, Vladimirskaya oblast) là một chủ thể liên bang của Nga (một tỉnh). Trung tâm hành chính là thành phố thủ đô thời trung cổ của Nga Vladimir, nằm cách thủ đô hiện nay là Moskva 90 km về phía đông. Theo kết quả Điều tra dân số 2010, tổng dân số của cả thành phố được ghi nhận là 1,443,693 người.
Các nhà thờ cổ được xây dựng từ thế kỷ 12 ở Vladimir, Suzdal, Bogolyubovo, và Kideksha cũng được góp mặt trong danh sách các Di sản thế giới của UNESCO.
1. ↑  Президент Российской Федерации. Указ №849 от 13 мая 2000 г. «О полномочном представителе Президента Российской Федерации в федеральном округе». Вступил в силу 13 мая 2000 г. Опубликован: "Собрание законодательства РФ", №20, ст. 2112, 15 мая 2000 г. (Tổng thống Liên bang Nga. Sắc lệnh #849 ngày 13-5-2000 Về đại diện toàn quyền của Tổng thống Liên bang Nga tại Vùng liên bang. Có hiệu lực từ 13-5-2000.).
2. ↑  Госстандарт Российской Федерации. №ОК 024-95 27 декабря 1995 г. «Общероссийский классификатор экономических регионов. 2. Экономические районы», в ред. Изменения №5/2001 ОКЭР. (Gosstandart của Liên bang Nga. #OK 024-95 27-12-1995 Phân loại toàn Nga về các vùng kinh tế. 2. Các vùng kinh tế, sửa đổi bởi Sửa đổi #5/2001 OKER. ).
3. ↑  "Vladimir oblast, Russia facts, attractions, history, photos". Russiatrek.org. Truy cập ngày 21 tháng 7 năm 2013.
4. ↑  "Территория, число районов, населённых пунктов и сельских администраций по субъектам Российской Федерации" [Diện tích, số huyện, điểm dân cư và đơn vị hành chính nông thôn theo Chủ thể Liên bang Nga]. Всероссийская перепись населения 2002 года (Điều tra dân số toàn Nga năm 2002) (bằng tiếng Nga). Федеральная служба государственной статистики (Cục thống kê nhà nước Liên bang). ngày 21 tháng 5 năm 2004. Truy cập ngày 1 tháng 11 năm 2011.
5. 1 2  Cục Thống kê Quốc gia Liên bang Nga (2011). "Всероссийская перепись населения 2010 года. Том 1" [2010 All-Russian Population Census, vol. 1]. Всероссийская перепись населения 2010 года [Kết quả sơ bộ Điều tra dân số toàn Nga năm 2010] (bằng tiếng Nga). Cục Thống kê Quốc gia Liên bang Nga.
6. ↑  Giá trị mật độ được tính bằng cách chia dân số theo điều tra năm 2010 cho diện tích chỉ ra trong mục "Diện tích". Lưu ý rằng giá trị này có thể không chính xác do diện tích ghi tại đây không nhất thiết phải được diều tra cùng một năm với điều tra dân số.
7. ↑  Правительство Российской Федерации. Федеральный закон №107-ФЗ от 3 июня 2011 г. «Об исчислении времени», в ред. Федерального закона №271-ФЗ от 03 июля 2016 г. «О внесении изменений в Федеральный закон "Об исчислении времени"». Вступил в силу по истечении шестидесяти дней после дня официального опубликования (6 августа 2011 г.). Опубликован: "Российская газета", №120, 6 июня 2011 г. (Chính phủ Liên bang Nga. Luật liên bang #107-FZ ngày 2011-06-31 Về việc tính toán thời gian, sửa đổi bởi Luật Liên bang #271-FZ  2016-07-03 Về việc sửa đổi luật liên bang "Về việc tính toán thời gian". Có hiệu lực từ 6 ngày sau ngày công bố chính thức.).
8. ↑  Ngôn ngữ chính thức trên toàn lãnh thổ Nga theo Điều 68.1 Hiến pháp Nga.

## Liên kết
- (tiếng Nga) Official website of Vladimir Oblast Lưu trữ ngày 11 tháng 3 năm 2007 tại Wayback Machine